# Dryopteris bermudiana
Dryopteris bermudiana là một loài dương xỉ trong họ Dryopteridaceae. Loài này được Gilbert mô tả khoa học đầu tiên năm 1898.
Danh pháp khoa học của loài này chưa được làm sáng tỏ. 